# Francis Magee
Francis Magee (* 7. Juni 1969 in Dublin) ist ein irischer Schauspieler.

## Leben
Magee wuchs in Irland und auf der Isle of Man auf. Bevor er Schauspieler wurde, arbeitete er acht Jahre lang als Fischer. Außerdem war er Mitglied in mehreren Bands, beispielsweise der Band Jo Jo Namoza, die vier Singles und ein Album veröffentlichte. Seine Schauspielausbildung absolvierte er an der Poor School in London.
Magees erste Rolle war die des Liam Tyler in der britischen Seifenoper EastEnders, die er in den Jahren 1993 bis 1995 in insgesamt 23 Episoden verkörperte. Weitere Serien, in denen er mitwirkte, sind Footballers’ Wives, Waking the Dead oder Game of Thrones. Auch in einigen Kinofilmen war er aktiv. Dazu gehören Brian Gibsons Still Crazy aus dem Jahr 1998, Matthew Vaughns Layer Cake aus dem Jahr 2004 oder Breck Eisners Sahara – Abenteuer in der Wüste (2005).

## Filmografie
- 1993–1995: EastEnders (Fernsehserie, 23 Episoden)
- 1994: 99-1 (Fernsehserie, 1 Episode)
- 1994: Time After Time (Fernsehserie, 1 Episode)
- 1994: Moving Story (Fernsehserie, 1 Episode)
- 1995: The Hurting
- 1996: A Touch of Frost (Fernsehserie, 1 Episode)
- 1996, 2005: Heartbeat (Fernsehserie, 2 Episoden)
- 1997: Where the Heart Is (Fernsehserie, 1 Episode)
- 1997: Painted Lady (Fernsehfilm)
- 1997–2008: The Bill (Fernsehserie, 6 Episoden)
- 1998: Driven
- 1998: Still Crazy
- 1998–2014: Casualty (Fernsehserie, 5 Episoden)
- 1999: All the King′s Men (Fernsehfilm)
- 2000: Britannic (Fernsehfilm)
- 2000: The Mrs Bradley Mysteries (Fernsehserie, 1 Episode)
- 2000: Don Quichotte (Don Quixote, Fernsehfilm)
- 2000: Ein todsicheres Geschäft (Undertaker's Paradise)
- 2000: The Calling
- 2000–2011: Doctors (Fernsehserie, 4 Episoden)
- 2001: Bombenleger (The Bombmaker, Fernsehfilm)
- 2001, 2008: Holby City (Fernsehserie, 2 Episoden)
- 2002: Schiffbrüchig (Stranded, Fernsehfilm)
- 2002: Ultimate Force (Fernsehserie, 1 Episode)
- 2002: Butterfly Man
- 2002: Lenny Blue (Fernsehfilm)
- 2003: Footballers’ Wives (Fernsehserie, 1 Episode)
- 2003: Buried (Fernsehserie, 2 Episoden)
- 2003: Down to Earth (Fernsehserie, 1 Episode)
- 2003: In Deep (Fernsehserie, 2 Episoden)
- 2003: Dead Simple
- 2003: Born and Bred (Fernsehserie, 1 Episode)
- 2003: Alibi (Fernsehfilm)
- 2003: Family (Miniserie, 2 Episoden)
- 2003: Die Mauer des Zorns (Holy Cross, Fernsehfilm)
- 2004: Shadow Play (Fernsehserie, 2 Episoden)
- 2004: Hustle – Unehrlich währt am längsten (Hustle, Fernsehserie, 1 Episode)
- 2004: Bad Girls (Fernsehserie, 3 Episoden)
- 2004: Layer Cake
- 2004: The Royal (Fernsehserie, 1 Episode)
- 2004–2006: No Angels (Fernsehserie, 24 Episoden)
- 2005: Sahara – Abenteuer in der Wüste (Sahara)
- 2005: Trafalgar Battle Surgeon (Fernsehfilm)
- 2005: Waking the Dead (Fernsehserie, 1 Episode)
- 2006: Murphy′s Law (Fernsehserie, 3 Episoden)
- 2006: A Harlot′s Progress (Fernsehfilm)
- 2006: Pulling (Fernsehserie, 1 Episode)
- 2006–2007: New Street Law (Fernsehserie, 3 Episoden)
- 2007: Gina′s Laughing Gear (Fernsehserie, 1 Episode)
- 2008: City of Vice (Fernsehserie, 5 Episoden)
- 2008: Honest (Fernsehserie, 2 Episoden)
- 2008: The Crew
- 2008: Survivors (Fernsehserie, 1 Episode)
- 2009: London River
- 2009: 1066 (Miniserie, 2 Episoden)
- 2009: Kopfgeld – Perrier’s Bounty (Perrier's Bounty)
- 2009: True Horror (Fernsehserie, 2 Episoden)
- 2010: Cemetery Junction – Das Leben und andere Ereignisse (Cemetery Junction)
- 2010: Worried About the Boy (Fernsehfilm)
- 2010: Brighton Rock
- 2010: George Gently – Der Unbestechliche (Inspector George Gently, Fernsehserie, 1 Episode)
- 2010: Amphibious 3D
- 2011: Inspector Barnaby (Midsomer Murders, Fernsehserie, 1 Episode)
- 2011: The Body Farm (Miniserie, 1 Episode)
- 2011: The Fades (Fernsehserie, 5 Episoden)
- 2011–2012: Game of Thrones (Fernsehserie, 7 Episoden)
- 2011–2013: House of Anubis (Fernsehserie, 144 Episoden)
- 2012: Inspector Banks (Fernsehserie, 2 Episoden)
- 2012: Misfits (Fernsehserie, 1 Episode)
- 2013: Die Bibel (The Bible, Miniserie, 2 Episoden)
- 2013: Hammer of the Gods
- 2013: Strike Back (Fernsehserie, 1 Episode)
- 2014: Glory Days
- 2014: Jimmy’s Hall
- 2014: In the Flesh (Fernsehserie, 2 Episoden)
- 2014: Good People
- 2014: Blood Cells
- 2014: Ripper Street (Fernsehserie, 1 Episode)
- 2015: Death in Paradise (Fernsehserie, 1 Episode)
- 2015: X Company (Fernsehserie, 1 Episode)
- 2015: Outlander (Fernsehserie, 2 Episoden)
- 2015: No Offence (Fernsehserie, 1 Episode)
- 2015: A.D.: Rebellen und Märtyrer (A.D.: The Bible Continues, Fernsehserie, 6 Episoden)
- 2015: Casanova (Fernsehfilm)
- 2015: The Bastard Executioner (Fernsehserie, 5 Episoden)
- 2016: Of Kings and Prophets (Fernsehserie, 1 Episode)
- 2016: Die Musketiere (The Musketeers, Fernsehserie, 1 Episode)
- 2016: Black Mirror (Fernsehserie, 1 Episode)
- 2016: The Coroner (Fernsehserie, 1 Episode)
- 2016: Rogue One: A Star Wars Story
- 2017: Loaded (Fernsehserie, 1 Episode)
- 2017: Justice League
- 2017: GameFace (Fernsehserie, 2 Episoden)
- 2017: The Frankenstein Chronicles (Fernsehserie, 3 Episoden)
- 2017–2018: Witless (Fernsehserie, 8 Episoden)
- 2018: I Made This for You
- 2018: The Dig
- 2018: Humans (Fernsehserie, 1 Episode)
- 2018: Winterlong
- 2018: Death and Nightingales (Miniserie, 3 Episoden)
- 2019: Absentia (Fernsehserie, 3 Episoden)
- 2019: Into the Badlands  (Fernsehserie, 4 Episoden)
- 2019: Brassic (Fernsehserie, 1 Episode)
- 2019: Britannia (Fernsehserie, 3 Episoden)
- 2019: The Witcher (Fernsehserie, 1 Episode)
- 2020: White Lines (Fernsehserie, 9 Episoden)
- 2021: Zack Snyder’s Justice League
- 2021: Pedro
- 2021: Kin (Fernsehserie, 1 Episode)
- 2022: Then You Run (Fernsehserie, 8 Episoden)
- 2023: Kid Kapichi – Smash the Gaff (Musikvideo)